# Triumfvæg
En triumfvæg er væggen mellem koret og skibet i romanske kirkebygninger. I denne stil anvendes rundbuer, og åbningen i triumfvæggen betegnes korbuen eller triumfbuen.
Triumfvæggen var i middelalderen ofte dekoreret med kalkmalerier, hvoraf nogle fortsat kan ses, helt eller delvist, i nogle danske kirker.